# London Bridge
Die London Bridge ist eine Straßenbrücke, die über den Fluss Themse in London führt. Sie verbindet die City of London auf der Nordseite mit dem Stadtteil Southwark im Stadtbezirk London Borough of Southwark auf der Südseite. Am südlichen Ufer stehen die Southwark Cathedral und der Bahnhof London Bridge, am nördlichen Ufer das Monument des Großen Brandes von London.
Bis zur Eröffnung der Westminster Bridge im Jahr 1750 war die (alte) London Bridge die einzige Brücke über die Themse im heutigen Stadtzentrum. Die heutige Brücke ist 283 m lang, 32 m breit und besteht aus drei vorgespannten Betonträgern. Darüber führt die sechsspurige Hauptstraße A3. Die London Bridge ist im Besitz von Bridge House Estates, einer Wohlfahrtsorganisation der City of London Corporation; der Unterhalt erfolgt jedoch durch die Greater London Authority.

## Geschichte

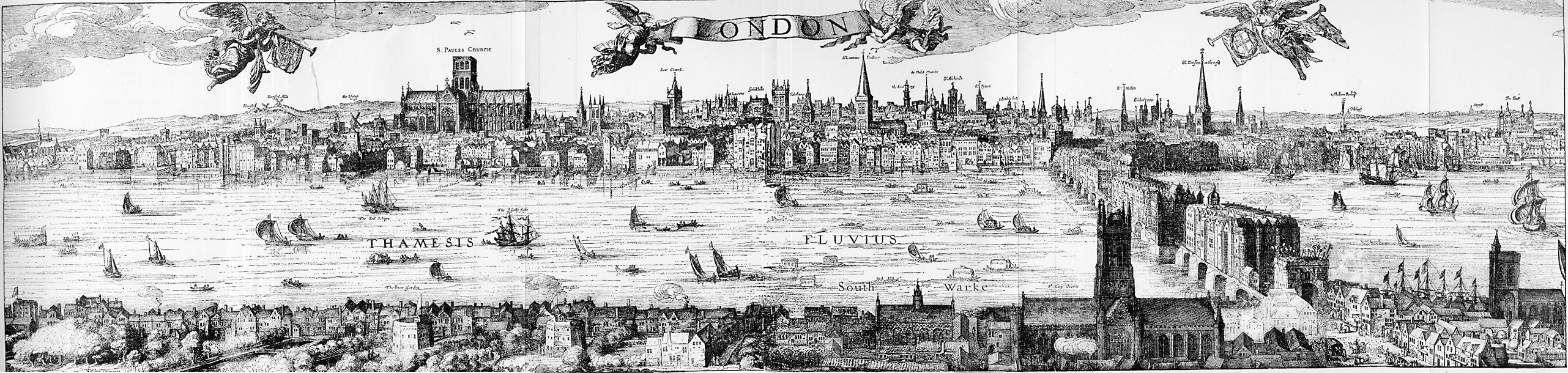
Panoramaansicht von London aus dem Jahr 1616. Rechts ist die alte London Bridge als einzige Querung über die Themse zu sehen.

Seit etwa 2000 Jahren existiert nahezu an derselben Stelle eine Brücke über die Themse. Die erste wurde um das Jahr 46 n. Chr. von den Römern gebaut und bestand aus Holz. Nach dem Abzug der Römer verfiel die Brücke, vermutlich wurde sie jedoch mehrfach repariert oder neu errichtet. Im Jahr 1014 wurde sie auf Anweisung von König Aethelred niedergebrannt, um die angreifenden Truppen des Dänen Sven Gabelbart in mehrere Gruppen zu spalten. Dieses Ereignis lieferte wahrscheinlich die Inspiration für das bekannte Kinderlied London Bridge is Falling Down. Die anschließend neu errichtete Brücke wurde 1091 durch ein Unwetter und abermals durch ein Feuer im Jahr 1136 zerstört.

### Alte London Bridge

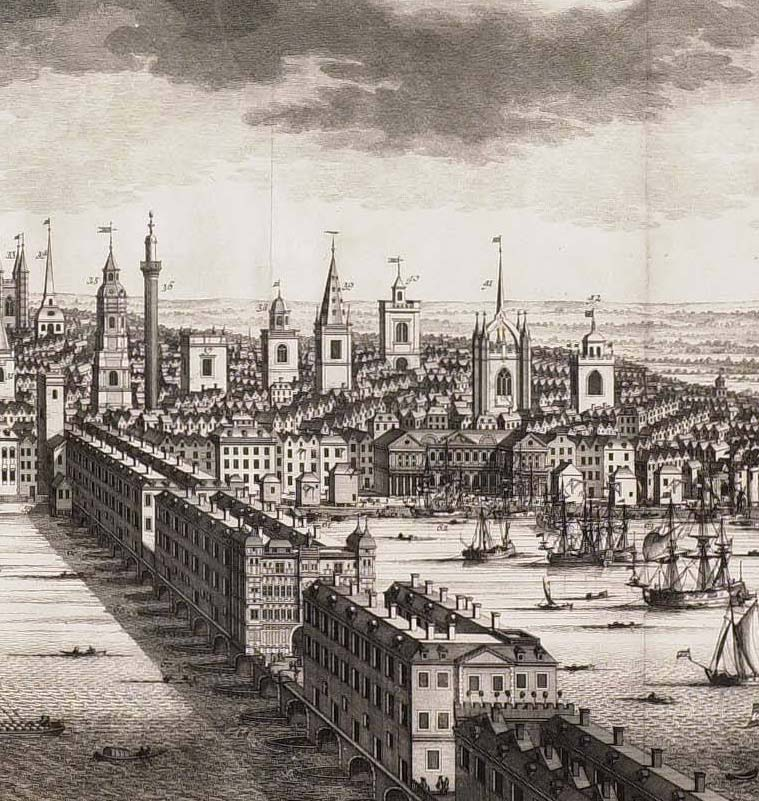
Alte London Bridge von 1710

Nach der Zerstörung im Jahr 1136 schlug der für den Unterhalt zuständige Geistliche Peter de Colechurch vor, die Holzbrücke durch eine dauerhaftere Konstruktion aus Stein zu ersetzen. Der Bau der Brücke begann 1176 während der Herrschaft von Heinrich II., unter der Aufsicht von Peter de Colechurch. Die steinernen Brückenpfeiler wurden auf mit Steinen verfüllte Ovale aufgesetzt; die Ovale ruhten auf Fundamenten aus in den Flussboden gerammten Stämmen und wurden zum Schutz vor Auswaschung durch die enorme Tide mit Wellenbrechern umgeben. Das war damals ein neuartiges Verfahren. Nach 33 Jahren, vier Jahre nach de Colechurchs Tod 1205, konnte das Bauwerk 1209 während der Herrschaft Königs Johann Ohneland eröffnet werden. Die mittelalterliche Brücke bestand aus 19 kleinen, unregelmäßigen Spitzbögen und einer größeren Durchfahrt mit Zugbrücke, die Brücke war sechs Meter breit und 273 m lang. Sie hatte als markante Bausegmente das stadtseitige Nordtor (New Stone Gate) über dem zweiten Pfeiler, das Zugbrückentor (Drawbridge Gate) mit Wachhaus auf jeder Seite auf dem siebten Pfeiler. Letzteres war zuerst als Holztor mit Doppeltürmen (1209), 1426 als Steindoppeltor mit vier integrierten runden Ecktürmen errichtet worden. Daneben gab es eine Kapelle auf dem elften, größer ausgelegten Pfeiler mit vom Fluss aus zugängiger Krypta (diente als Grab ihres Erbauers Peter de Colechurch), die Thomas Becket geweiht und 1384–1397 erneuert wurde. Das dem Zugbrückentor ähnliche Südtor (Great Stone Gateway oder Great Stone Gate) befand sich am Southwark-Ende der Brücke. König Johann hatte die Idee, auf der Brücke Häuser gegen Mietzins zu errichten. Bald darauf entstanden Geschäfte und Wohnbauten. Zeitgenössische Bilder zeigen die Brücke mit bis zu sieben Stockwerke hohen Häusern. Die Zahl der Einwohner war so hoch, dass die Brücke bis zum 18. Jahrhundert als eigener Stadtbezirk mit eigenem Bezirksvorstand galt. 1381 wurde auf der Brücke der Wat-Tyler-Aufstand niedergeschlagen, 1390 ein Tjost abgehalten.
Durch die geringe Größe der Bögen und die Wellenbrecher an den Pfeilersockeln wurden 80 Prozent des Flusslaufes gestaut. Dadurch entstand eine Pegeldifferenz von ungefähr zwei Metern zwischen beiden Seiten der Brücke und daraus resultierend starke Strömungen und Strudel. Die Strömung wurde zum Betrieb von Wasserrädern unter den äußeren Brückenbögen genutzt. 1582 baute Peter Morris nach Erlaubnis durch den Stadtrat zwei riesige Wasserräder unter den nördlichen Bogen zum Betrieb von Wasserpumpen, um London erstmals mit Leitungswasser aus der Themse zu versorgen. Später wurden unter dem zweiten Bogen zwei weitere Wasserräder installiert. 1591 erfolgte der Einbau zweier Wasserräder am Südende, um Getreidemühlen damit zu betreiben. Wegen der reißenden Strömung und engen Passage galt es als gefährlich und schwierig, ohne Schrammen oder Kollision mit den Wellenbrechern unter der Brücke ein Boot durchzusteuern, was „an der Brücke vorbeischießen“ („shooting the bridge“) genannt wurde; viele ertranken dabei, weswegen Passagiere stromaufwärts bei den „Drei Kränen“ („The Three Cranes“) ausstiegen und stromabwärts bei Billingsgate das Boot wieder bestiegen. Ein Sprichwort besagte damals, die Brücke sei „für Weise zum Darübergehen, für Narren zum Darunterfahren“ da („for wise men to pass over, and for fools to pass under“.) Mehrere Brückenbögen stürzten im Laufe der Zeit ein. Während des Bauernaufstands von 1381 in England und der Jack-Cade-Rebellion von 1450 wurden Häuser niedergebrannt.
Das nördliche Tor, das New Stone Gate, ein wuchtiger, die Brücke überragender Doppelturmtorbau, wurde im Laufe der Zeit in die Häuser integriert. Das Zugbrückentor, ein noch größerer, rechteckiger, mit in die vier Ecken integrierten Rundtürmen versehener Doppeltorbau, diente bis 1577 unter dem Spitznamen Traitor’s Gate (Verrätertor), noch vor dem im Tower so genannt, zusätzlich der Ausstellung der auf Holzstangen und Spieße gesteckten Köpfe und anderer Körperteile verurteilter Verräter. Es wurde 1577 unter Elisabeth I. durch das Nonsuch House (Haus der vielen Fenster) im Stil der anderen Häuser als Fachwerkbau, einem Torbau  mit vier Ecktürmen, und die Zugbrücke durch eine feste Holzbrücke ersetzt. Das Besondere an diesem Hausbau war, dass es ganz aus Holz ohne Metallnägel bestand und in Flandern konstruiert, in Bausegmenten nach London transportiert und auf der Brücke mit Holzdübeln zusammen- und eingebaut wurde. Damit wurde auf Geheiß von Elisabeth I. das südliche Tor (der Great Stone Gateway) mit unverbauter, freistehender Front zum Verrätertor, der berühmt-berüchtigtsten Sehenswürdigkeit Londons. Die Häupter von Verrätern wurden seit 1305 unter der Herrschaft von Eduard I. zunächst auf dem Zugbrückentor, meist auf Holzstangen gespießt und zum Schutz vor schnellerer Verwesung geteert, ausgestellt, damit jeder Londoner sie sehen konnte. Der erste ausgestellte Kopf war der des schottischen Nationalhelden William Wallace. Eine mehr als 350 Jahre anhaltende Tradition entwickelte sich daraus. Dieser Brauch fand erst 1660 auf Geheiß König Karls II. nach dessen Wiedereinsetzung ein Ende, weil ihn die Köpfe zu sehr an die Hinrichtung seines Vaters Karl I. erinnerten. Der letzte Kopf, der auf dem Südtor aufgepflanzt wurde, gehörte William Stayley, einem wegen Hochverrats verurteilten Goldschmied. Er hatte Morddrohungen gegen den König ausgesprochen, wurde zum Tode verurteilt, gevierteilt und enthauptet. Seine auf Bitten der Familie bereits begrabenen Körperteile und Kopf wurden auf Befehl des Königs wegen der sehr provokanten Beerdigung exhumiert und auf die Tore und die London Bridge (Kopf) verteilt. Andere berühmte Köpfe auf Stangen waren jene von Wat Tyler (1381), Jack Cade (1450), Thomas More, dessen Kopf von dort von seiner Tochter gestohlen wurde, und Bischof John Fisher (1535), Thomas Cromwell, 1. Earl of Essex (1540) sowie Guy Fawkes (1606) und seinen Mitverschworenen. Ein deutscher Reisender zählte 1595 über dreißig Köpfe auf der Brücke.

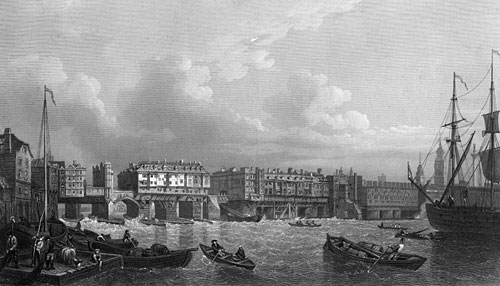
Alte London Bridge (1745)

Die Gebäude auf der Brücke bargen eine große Brandgefahr. Im Jahr 1212 oder 1213 brach am Nord- sowie am Südende gleichzeitig ein verheerender Brand aus, der die Menschen einschloss. Es soll damals mehr als 3.000 Tote gegeben haben. Ein anderes Feuer zerstörte 1633 das nördliche Drittel. Dies führte allerdings dazu, dass der Große Brand von 1666 nicht auf die Brücke übergriff, da dieser Teil inzwischen durch eine Steinkonstruktion ersetzt worden war.
Bis 1722 nahm der Verkehr auf der Brücke derart überhand, dass der Lord Mayor folgende Anordnung erließ: Alle Wagen und Karren, die aus Southwark in Richtung der Stadt unterwegs waren, mussten auf der Westseite der Brücke fahren und alle Gefährte, die die Stadt verließen, auf der Ostseite. Das war möglicherweise der Ursprung des Linksverkehrs in England. 1725 zerstörte ein Brand die Gebäude am Südende mit dem Südtor, das 1727 niedergerissen wurde. 1756 erließ man das Gesetz zum völligen Abriss aller Gebäude. Zwischen 1758 und 1762 wurden dann sämtliche Häuser abgerissen (1757 das Nonesuchhaus, 1761 das Nordtor) und die zwei zentralen Bögen durch einen einzelnen Bogen ersetzt, um die Schifffahrt auf dem Fluss zu erleichtern.

### Neue London Bridge

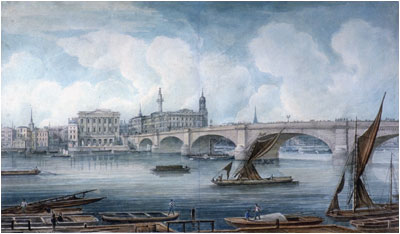
Neue London Bridge, Gemälde von George Yates (1832)

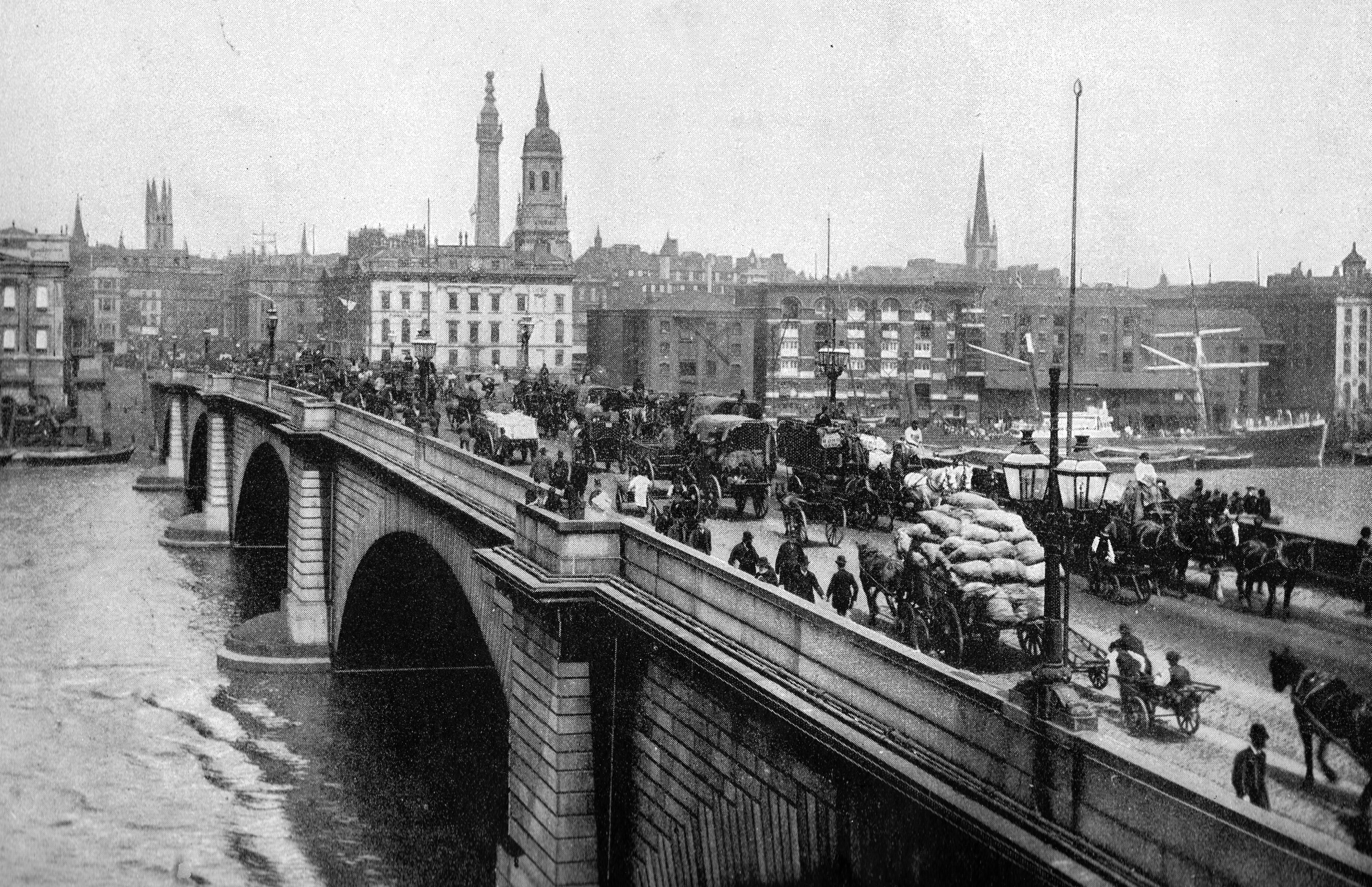
Die verkehrsreiche London Bridge um 1900

London Bridge um 1910

Ende des 18. Jahrhunderts musste die mittlerweile 600 Jahre alte London Bridge erneuert werden. Sie war eng, baufällig und ein Hindernis für die Flussschifffahrt. In einem Wettbewerb gewann 1799 Thomas Telford den Auftrag, eine Brücke aus einem einzigen Eisenbogen von 180 Metern Länge zu bauen. Der Plan war zu jener Zeit revolutionär und aufsehenerregend, wurde aber nie verwirklicht, weil die Machbarkeit nicht sichergestellt war und die benötigte Fläche zur Errichtung fehlte.
Die Brücke wurde schließlich durch eine neue, aus fünf Bögen bestehende Steinbrücke ersetzt. Den Entwurf dazu lieferte John Rennie sen. Die neue Brücke entstand 30 Meter flussaufwärts von der alten und kostete 2 Millionen Pfund (in heutiger Kaufkraft 193 Millionen Pfund). Der Bau wurde in sieben Jahren von John Rennie jun., dem Sohn des Architekten, zwischen 1824 und 1831 fertiggestellt. Die alte Brücke war während der Bauzeit noch in Betrieb, wurde aber anschließend abgerissen.
Rennies Brücke wurde aus Dartmoor-Granit gefertigt, war 283 Meter lang und 15 Meter breit. Die Eröffnung durch König Wilhelm IV. und Königin Adelaide fand am 1. August 1831 statt. Das Königspaar nahm an einem Bankett teil, das in einem provisorisch errichteten Pavillon auf der Brücke stattfand. Die kurz zuvor gebaute Beagle war das erste Schiff, das unter der Brücke hindurchfuhr. Um die Eröffnung gebührend festzuhalten, hatte der König zuvor den seinerzeit weithin bekannten und wegen seiner künstlerischen Arbeiten auch vom König sehr geschätzten Maler Clarkson Stanfield damit beauftragt, den Moment der Eröffnung in einem Ölgemälde festzuhalten. Das Bild Opening of New London Bridge wurde 1832 fertiggestellt und in der Royal Academy of Arts ausgestellt. Es befindet sich noch heute in der königlichen Sammlung.
Schätzungen zufolge wurde die Brücke um 1896 von 8000 Fußgängern und 9000 Fahrzeugen je Stunde genutzt. Daraufhin wurde die Brücke zwischen 1902 und 1904 von 16 auf 20 Meter verbreitert, um dem immer stärkeren Verkehrsaufkommen gerecht zu werden. Allerdings überstieg das Gewicht dadurch die Tragfestigkeit der Fundamente und man stellte im Nachhinein fest, dass sie alle acht Jahre um einen Zoll sank. 1924 war die Ostseite drei bis vier Zoll tiefer als die Westseite.

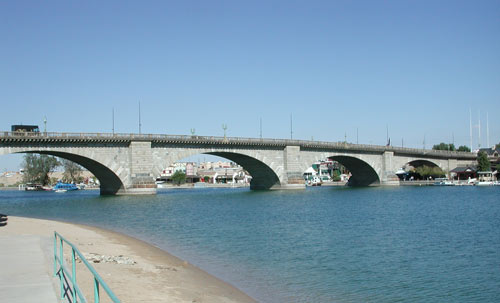
Die wieder aufgebaute London Bridge in Lake Havasu City

Am 18. April 1968 kaufte der US-amerikanische Unternehmer Robert McCulloch die Brücke für 2,46 Millionen US-Dollar (in heutiger Kaufkraft 19 Millionen US-Dollar). Sie wurde Stein für Stein abgetragen und teilweise nach Lake Havasu City in Arizona verschifft. Dort wurde das Baumaterial dazu verwendet, eine aus Beton errichtete Brücke zu verkleiden (→ London Bridge (Lake Havasu City)). Das verbleibende Baumaterial wurde zum Merryvale-Steinbruch in Dartmoor in Devon verbracht. Die Brücke führt seit dem 10. Oktober 1971 über einen später erst gefluteten Kanal am Lake Havasu und ist nach dem Grand Canyon die zweitwichtigste Touristenattraktion Arizonas.

### Moderne London Bridge

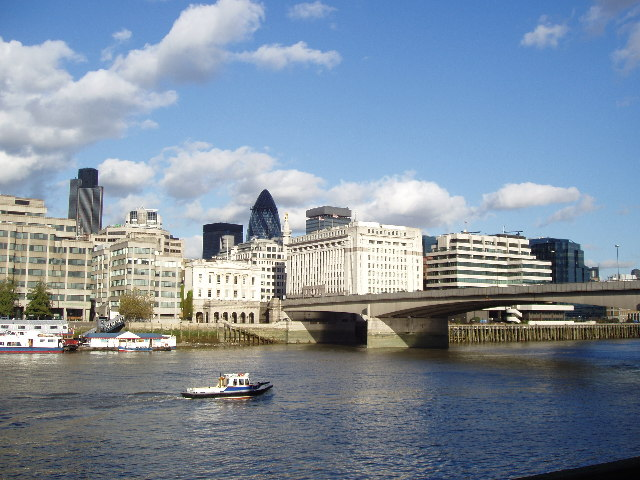
Die moderne London Bridge 2005

Die heutige London Bridge wurde vom Baukonzern John Mowlem zwischen 1967 und 1972 gebaut und am 17. März 1973 von Königin Elisabeth II. eröffnet. Sie besteht aus drei vorgespannten Betonträgern, ist 283 Meter lang und 32 Meter breit. Die Baukosten lagen bei etwa 4 Millionen Britischen Pfund (in heutiger Kaufkraft 56 Millionen Pfund). Sie steht exakt an der Stelle, an der auch Rennies Brücke stand. Während des Baus demontierte man Rennies Brücke stückweise.
Im Jahr 1984 kollidierte das Kriegsschiff HMS Jupiter mit der Brücke und verursachte erheblichen Sachschaden; die Brücke musste erneuert werden.
Am 3. Juni 2017 und am 29. November 2019 war die Brücke Schauplatz islamistisch motivierter Terroranschläge.
Unterhalb der Brücke, auf der südlichen Seite der Themse, befindet sich heutzutage die Touristenattraktion The London Bridge Experience.

## London Bridge is (Falling) Down
Die London Bridge ist Thema und Namensgeber des bekannten englischen Kinderreims „London Bridge is Falling Down“.
Der Plan, der die Angelegenheiten nach dem Tod von Elisabeth II. regelte, wurde unter dem Codenamen Operation London Bridge entwickelt und letztendlich durchgeführt. Dazu gehörte auch, dass der Tod von Königin Elisabeth II. der amtierenden Premierministerin Liz Truss mit dem Codewort „London Bridge is down“ mitgeteilt wurde.